# فالسكوغ
فالسكوغ (بالسويدية: Valskog) هي منطقة سكنية تقع في السويد في Kungsör Municipality. يقدر عدد سكانها بـ 694 نسمة ومساحتها 0.89 كم2 .